# Sandro Kirchner

Sandro Kirchner, 2023

Sandro Kirchner (* 31. Juli 1975 in Bad Kissingen) ist ein deutscher Politiker (CSU). Er ist seit Oktober 2013 Mitglied des bayerischen Landtags und seit Februar 2022 Staatssekretär im Bayerischen Staatsministerium des Inneren.

## Werdegang
Kirchner studierte ab 1995 an der Fachhochschule Würzburg-Schweinfurt zunächst Bauingenieurwesen und wechselte dann zur Elektrotechnik mit Schwerpunkt Nachrichtentechnik, 2002 schloss er das Studium als Diplom-Ingenieur ab. Anschließend arbeitete er als Entwicklungsingenieur und von 2006 bis 2013 als Projektleiter beim Automobilzulieferer Preh in Bad Neustadt an der Saale.
Seine politische Laufbahn begann er 1993 als Mitglied der Jungen Union, im Jahr 2000 trat er auch der CSU bei. Von 2003 bis 2011 war er Kreisvorsitzender der Jungen Union im Landkreis Bad Kissingen. Von 2002 bis 2012 war er Vorsitzender des CSU-Ortsverbandes seines Wohnorts Burkardroth, seit 2007 ist er Stellvertretender Vorsitzender des CSU-Kreisverbandes Bad Kissingen. Bei der Kommunalwahl 2002 zog er in den Marktgemeinderat von Burkardroth und den Kissinger Kreistag ein. Seit 2008 war er Zweiter Bürgermeister von Burkardroth.
Nach dem Verzicht von Robert Kiesel auf eine erneute Kandidatur für den Landtag wurde Kirchner im November 2012 zu dessen Nachfolger als Direktkandidat im Stimmkreis Bad Kissingen bei der Landtagswahl 2013 gewählt. Am 15. September 2013 sicherte er sich den Einzug in den Landtag. 2018 und 2023 wurde sein Mandat als Landtagsabgeordneter der CSU bestätigt. Des Weiteren ist Kirchner Vorsitzender des Ausschusses für Wirtschaft, Landesentwicklung, Energie, Medien und Digitalisierung. 
Am 23. Februar 2022 wurde er als Nachfolger von Gerhard Eck zum Staatssekretär im Bayerischen Staatsministerium des Inneren ernannt.

## Privates
Kirchner ist verheiratet und Vater von zwei Kindern. Er ist römisch-katholischer Konfession.